# آنتونی آگوستین کورنو
آنتونی آگوستین کورنو در ۲۸ اوت ۱۸۰۱ در منطقه اوت-سون فرانسه متولد شد. او در سال ۱۸۲۳ موفق به اخذ مدرک لیسانس ریاضی از دانشگاه سوربن شد. سپس برای کمک در نوشتن خاطرات به استخدام مارشال سنت کر درآمد. طی ده سالی که برای او کار می‌کرد توانست دو مدرک دکترا در رشته‌های مکانیک و ستاره‌شناسی دریافت کند. به علاوه تعدادی مقاله منتشر کرده و حتی مدرک حقوق نیز گرفت.
کورنو سال‌ها به عنوان استاد ریاضیات و رئیس دانشگاه‌های گرنوبل و دیژون فعالیت کرد. تا اینکه در سال ۱۸۴۶ بازنشسته شد و در سال ۱۸۷۷ در پاریس درگذشت. در آن زمان آثار کورنو مورد توجه اقتصاددانانی همچون استانلی جونز، والراس و مارشال قرار گرفته و او به عنوان تأثیرگذار در اقتصاد شناخته می‌شد.

## فعالیتها
کورنو در اصل یک ریاضیدان بود که بر اقتصاد تأثیر گذاشت به طوریکه نظریه‌های او در انحصار و انحصار دو جانبه هنوز مورد توجه است. او در سال ۱۸۳۸ کتاب «تحقیق در اصول ریاضی نظریه ثروت» را نوشت. او در این کتاب برای اولین بار نمادها، فرمولها و مفاهیم ریاضی اعم از توابع و احتمالات را در تجزیه و تحلیل اقتصادی به کار برد. وی نخستین کسی بود که قانون عرضه و تقاضا را کشف و فرمول آن را استخراج کرد و دریافت میران عرضه و تقاضا تابع معکوس قیمت کالا ست. به این ترتیب منحنی‌های عرضه و تقاضا را رسم نمود. در حال حاضر بسیاری از اقتصاددانان عقیده دارند که این کتاب نقطه شروعی برای تجزیه و تحلیل اقتصاد مدرن است.
دیگر تألیفات کورنو در زمینه اقتصاد عبارتند از: کتاب «اصول نظریه ثروت» (سال ۱۸۶۳) و کتاب «مروری اجمالی بر نظریه‌های ریاضی» (سال۱۸۷۷).
علاوه بر رسم منحنی عرضه و تقاضا به کار بردن ریاضیات پیشرفته در اقتصاد برای اولین بار توسط کورنو انجام شد. او بدون نام بردن از کشش تقاضا نقش آن را در تأثیرش بر درآمد بنگاه نشان داد؛ بنابراین می‌توان او را اولین اقتصاددانی دانست که نظریه رفتار بنگاه را مطرح کرد. همچنینی او از صاحبنظران اقتصاد ریاضی و طلایه داران مکتب مارژینالیسم (نهایی گرایی) است.
آگوست والراس، پدر لئون والراس، اقتصاد سیاسی و ریاضیات را از کورنو فرا گرفت. آن‌ها با تشویق لئون والراس نقش مهمی در علاقه‌مندی او به اقتصاد سیاسی داشتند. کورنو هم چنین منبع الهامی برای لئون والراس و نظریه تعادل او بود.
امروزه فعالیت‌های کورنو در اقتصادسنجی تأیید شده‌است.

## رقابت کورنو
رقابت کورنو یا انحصار دوگانه کورنو، مدلی اقتصادی است که در آن اصول قیمت گذاری بررسی می‌شود، در حالیکه فرض‌های زیر وجود دارد:
1. تنها دو فروشنده در بازار وجود دارد.
2. هیچ‌یک از دو فروشنده نمی‌توانند قیمت‌گذار باشند.
3. مقدار تقاضا برای کالاها و هزینه‌های هر دو بنگاه یکسان است.

در چنین شرایطی اگر بنگاهی بخواهد برای کسب سود بیشتر قیمت را کاهش داده یا تولید را افزایش دهد، بنگاه دیگر نیز برای رقابت باید همین کار را انجام دهد. اما در نهایت وضعیتی حاصل می‌شود که دیگر هیچ یک از این بنگاه‌ها با افزایش تولید با کاهش قیمت نمی‌توانند وضعیت خود را بهبود بخشند، که این وضعیت همان تعادل در بازار انحصار دوگانه فروش (تعادل نش) است.